# Olympische Sommerspiele 1936/Teilnehmer (Peru)
| Gelbes Symbol für Goldmedaillen mit stilisierten Olympischen Ringen | Graues Symbol für Silbermedaillen mit stilisierten Olympischen Ringen | Braundes Symbol für Bronzemedaillen mit stilisierten Olympischen Ringen |
| ------------------------------------------------------------------- | --------------------------------------------------------------------- | ----------------------------------------------------------------------- |
| —                                                                   | —                                                                     | —                                                                       |

Peru nahm an den Olympischen Sommerspielen 1936 in Berlin mit einer Delegation von 40 Athleten teil.

## Teilnehmerliste

### Basketball
| Spieler | Disziplin | Platz |
| --- | --------- | ----- |
| Miguel Godoy, Luis Jacob, Roberto Rospigliosi, Koko Cárdenas, Fernando Ruiz, Antonio Oré, José Carlos Godoy, Armando Rossi, Rolando Bacigalupo, Manuel Fiestas, Willy Dasso, Antuco Flecha | Männer    | 7.    |

### Fußball
Das letzte Spiel von Peru gegen Österreich sorgte für eine Kontroverse. Nachdem Österreich die erste Halbzeit klar dominierte und einen 2:0-Vorsprung ausbaute, kam Peru in der zweiten Halbzeit zurück und konnte für einen Ausgleich sorgen. Das Spiel ging in die Verlängerung. Drei Torschüsse wurden der peruanischen Mannschaft vom Schiedsrichter aberkannt. Peru konnte dennoch ein weiteres Tor platzieren und in der 119. Minute kam es zu einem weiteren Torschuss. Beim anschließenden Jubel stürmten Zuschauer den Platz. Der Schiedsrichter brach das Spiel ab. Da bei dem Tumult ein österreichischer Spieler sich eine Beinverletzung zuzog, beschwerten sich die Österreicher bei der FIFA. Nach Berichten zeitgenössischer Medien sollen sich bis zu 1000 peruanische Fans auf dem Platz befunden haben, angeblich bewaffnet mit Pistolen, Messern und Stöcken. Österreich verlangte ein Wiederholungsspiel, das damals aber nach den Regularien nicht vorgesehen war. Dennoch wurde eine Anhörung vorbereitet und ein Wiederholungsspiel zwei Tage später angesetzt und zwar unter Ausschluss von Zuschauern. Doch die peruanische Mannschaft, die von einer rassistischen Behandlung ausging, da fünf ihrer Spieler eine schwarze Hautfarbe hatten, erschienen weder zur Anhörung noch zum neu angesetzten Spiel. Stattdessen verließen sie die Olympischen Spiele. Die kolumbianische Mannschaft solidarisierte sich mit Peru und brach ihre Teilnahme ebenfalls ab. Im Anschluss kam es zu Protesten in Peru, so verweigerten peruanische Dockarbeiter Schiffe nach Deutschland zu beladen.
Die Episode nahm viel Platz in der peruanischen Fußballgeschichte ein. Tatsächlich handelt es sich wohl um einen Mythos. Der Journalist Luis Carlos Arias Schreiber stützte in seinem 2008 erschienenen Buch Ese gol existe die offizielle Version, nach der peruanische Fans die Tumulte verursacht hatten. Offiziell wurden die Täter nie identifiziert. Der Journalist Teodoro Salazar dagegen behauptete, dass die Peruaner zur Anhörung wollten, aber im Stau feststeckten und so die Anhörung verpassten.

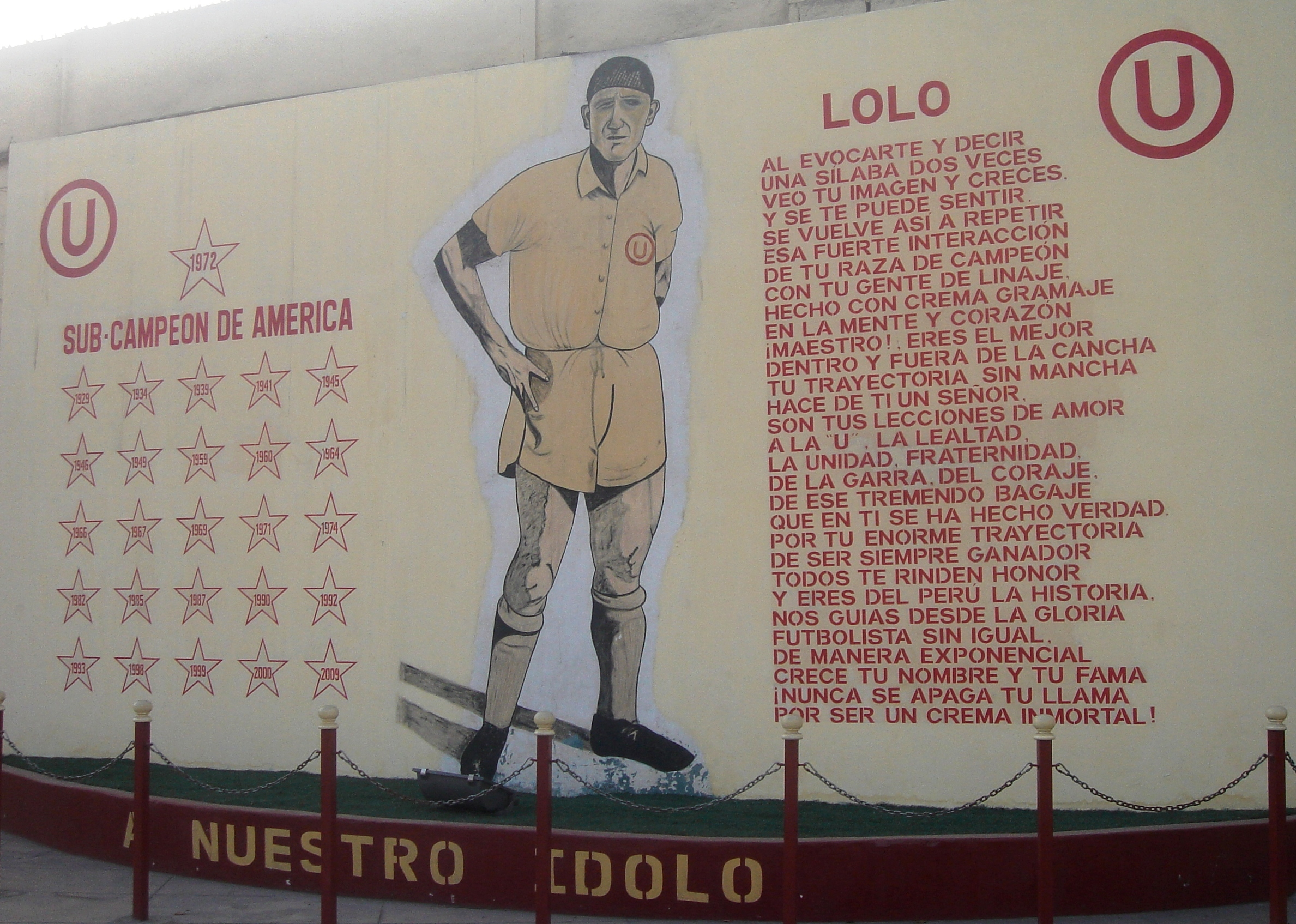
Teodoro Fernández

| Spieler | Disziplin | Platz |
| --- | --------- | ----- |
| Jorge Alcalde, Teodoro Alcalde, Segundo Castillo, Arturo Fernández, Teodoro Fernández, Orestes Jordán, Víctor Lavalle, Adelfo Magallanes, Carlos Tovar, Juan Valdivieso, Alejandro Villanueva | Männer    | 5.    |

### Leichtathletik
| Athlet                        | Disziplin      | Wertung     | Platz              |
| ----------------------------- | -------------- | ----------- | ------------------ |
| Max Berendson                 | Weitsprung     | –           | nicht qualifiziert |
| Antonio Cuba                  | 100 m          | ?           | ausgeschieden      |
| Guillermo Chirichigno         | Stabhochsprung | 3,50 m      | ausgeschieden      |
| José Farías                   | Marathon       | 3:33:24,0   | 42.                |
| Carlos de la Guerra           | Weitsprung     | –           | nicht qualifiziert |
| Carlos Marcenaro              | 800 m          | 2:00,8      | ausgeschieden      |
| Gabriel Mendoza               | Marathon       | 2:57:17,8 h | 26.                |
| Paradis CalleGuillermo Suárez | Marathon       | 3:08:18,0 h | 35.                |
| Francisco Váldez              | 1500 m         | ?           | ausgeschieden      |

### Moderner Fünfkampf
| Teilnehmer     | Punkte | Rang          |
| -------------- | ------ | ------------- |
| José Escribens | ?      | ausgeschieden |

### Radsport
| Athlet             | Disziplin                          | Platz         |
| ------------------ | ---------------------------------- | ------------- |
| Manuel Bacigalupo  | Straßenrennen – Einzel             | ausgeschieden |
| Manuel Bacigalupo  | Straßenrennen – Mannschaftswertung | ausgeschieden |
| Gregorio Caloggero | Straßenrennen                      | ausgeschieden |
| Gregorio Caloggero | Straßenrennen – Mannschaftswertung | ausgeschieden |
| José Mazzini       | Straßenrennen                      | ausgeschieden |
| José Mazzini       | Straßenrennen – Mannschaftswertung | ausgeschieden |
| José Mazzini       | Sprint                             | ausgeschieden |
| César Peñaranda    | Straßenrennen                      | ausgeschieden |
| César Peñaranda    | Straßenrennen – Mannschaftswertung | ausgeschieden |

### Schießen
| Name         | Disziplin                  | Punkte | Rang |
| ------------ | -------------------------- | ------ | ---- |
| Jorge Patiño | Kleinkaliber liegend, 50 m | 287    | 51.  |

### Schwimmen
| Athlet                  | Disziplin      | Rang          |
| ----------------------- | -------------- | ------------- |
| Arturo Álvarez Calderón | 100 m Freistil | ausgeschieden |
| Walter Ledgard          | 100 m Freistil | ausgeschieden |
| Juan Paz                | 400 m Freistil | ausgeschieden |

### Wasserspringen
| Athlet                   | Disziplin     | Wertung | Platz            |
| ------------------------ | ------------- | ------- | ---------------- |
| Alfredo Álvarez Calderón | Kunstspringen | –       | nicht angetreten |